# Netta
Netta Kaup, 1829 è un genere di uccelli della famiglia Anatidae. Diversamente dalle altre anatre tuffatrici, le specie del genere Netta sono riluttanti ad immergersi e si nutrono in maniera più simile alle anatre di superficie.

## Biologia
Sono anatre gregarie, che vivono soprattutto in acque dolci. Sono volatrici resistenti; le loro ali larghe e dalle punte arrotondate necessitano di un battito più veloce di quello della maggior parte delle altre anatre e decollano con un po' di difficoltà.
Non camminano bene sul suolo come le anatre di superficie perché le loro zampe tendono ad essere situate piuttosto indietro rispetto al corpo allo scopo di aiutare questi animali a spostarsi sott'acqua.

## Tassonomia
Il genere Netta comprende le seguenti specie:
- Netta rufina (Pallas, 1773) - fistione turco
- Netta peposaca (Vieillot, 1816) - fistione beccoroseo
- Netta erythrophthalma (Wied-Neuwied, 1833) - fistione australe